# Barbara Houwalt-Kostecka
Barbara Houwalt-Kostecka (ur. 3 grudnia 1935 r. w Wilnie) – polska malarka i poetka.

## Życiorys
Córka malarzy: Ildefonsa Houwalta i Barbary Houwalt. Po II wojnie światowej w wyniku akcji repatriacyjnej Houwaltowie przenieśli się do Poznania. Barbara Houwalt-Kostecka skończyła w 1954 r. Liceum Sztuk Plastycznych w Poznaniu. W latach 1954–60 studiowała na Wydziale Sztuk Pięknych Uniwersytetu Mikołaja Kopernika w Toruniu, a następnie w Wyższej Szkole Sztuk Plastycznych w Gdańsku pod kierunkiem Stanisława Borysowskiego i Stanisława Teisseyre’a. W 1960 r. uzyskała dyplom w pracowni Piotra Potworowskiego. W 1959  zawarła małżeństwo z malarzem Leszkiem Kosteckim.
Brała udział w wystawach m.in. w Poznaniu, Szczecinie, Radomiu, Wrocławiu, Bielsku-Białej, Brnie, Sofii, Gröningen. Indywidualne wystawy m.in. w Poznaniu (1962, 1977, 1978, 1990, 1996), Kłodzku (1979), Lesznie (1990) Śremie (1992). Obok malarstwa zajmowała się poezją, publikowała wiersze w almanachach „Morwa” i „Akcenty”, wydała własne tomiki wierszy (Gra o Czarne Wiśnie, Architektura Tańca, Sześcioksiąg Wirmijski, Śpiewnik Cerkiewno-Gotycki). 
Inspirację dla twórczości Barbary Houwalt Kosteckiej stanowiły prace Piotra Potworowskiego i poezja Osipa Mandelsztama.

## Publikacje
- Gra o Czarne Wiśnie, Olsztyn 1975
- Architektura Tańca, Olsztyn 1985
- Sześcioksiąg Wirmijski, Poznań 1991
- Śpiewnik Cerkiewno-Gotycki, Nowy Tomyśl 1998

## Wybrane katalogi wystaw
- Barbara Houwalt Kostecka, BWA Poznań, 1977
- Barbara Kostecka- malarstwo, BWA Kłodzko, 1979
- Barbara Houwalt Kostecka, BWA Poznań, BWA Leszno, 1990

## Twórczość

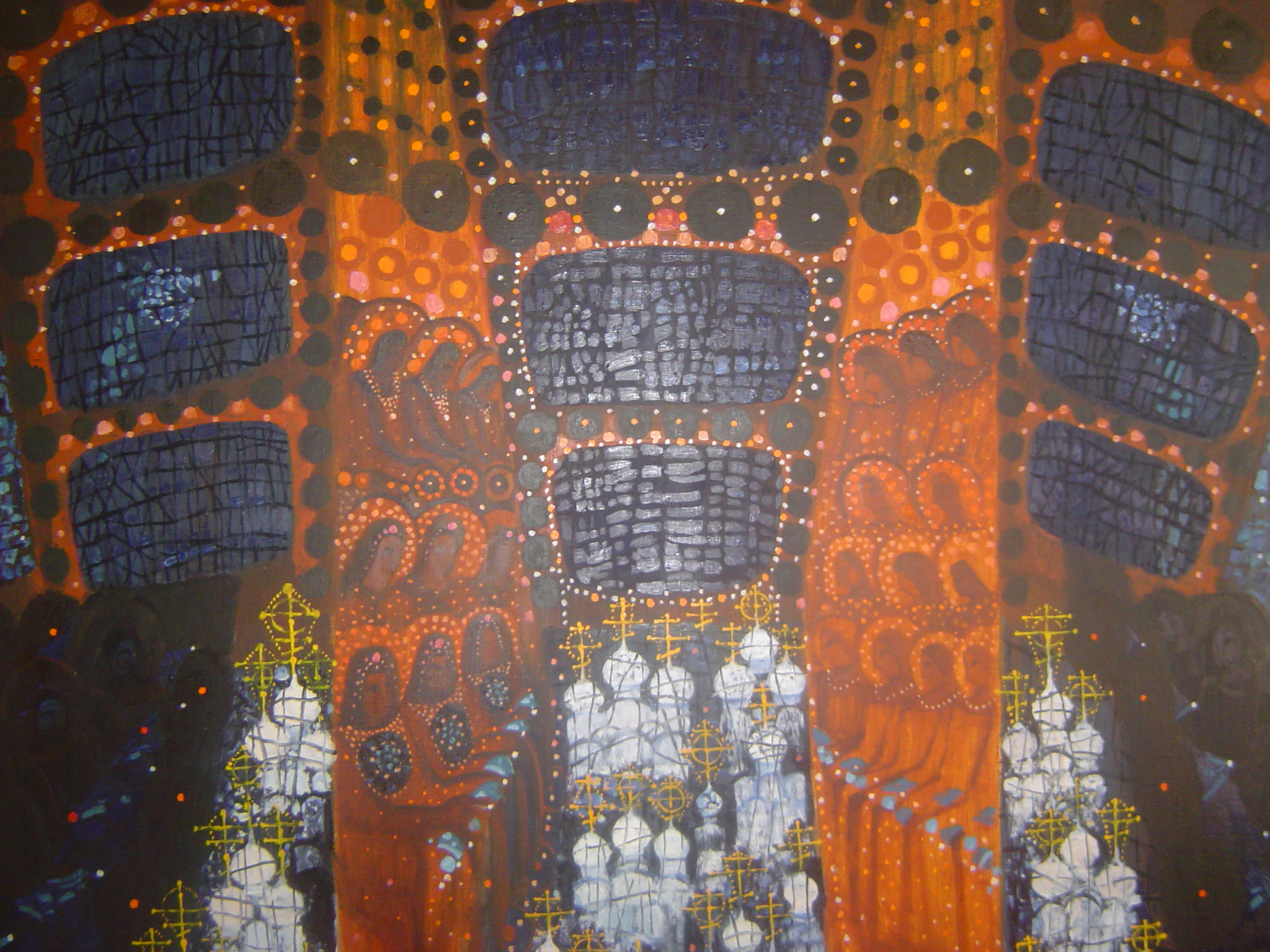
Barbara Houwalt-Kostecka, Woroneskie niebo, 1976, ol. 103x120 (Do "Zeszytów Woroneskich" Osipa Mandelsztama)
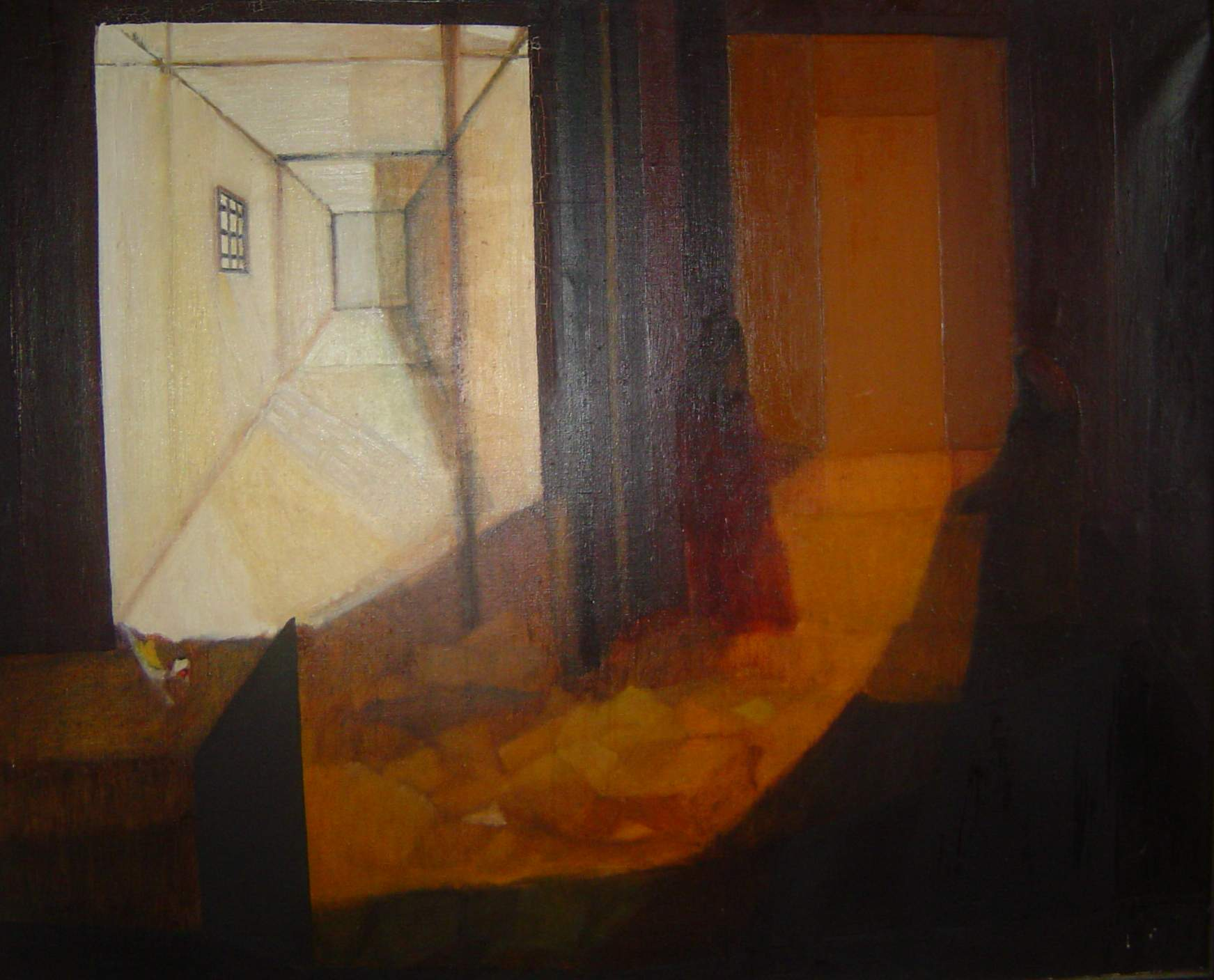
Barbara Houwalt-Kostecka, Klatka, 1972, ol. 90x100 (Do "Zeszytów Woroneskich" Osipa Mandelsztama)